# Віндхіяварман
Віндхіяварман — індійський правитель Малави з династії Парамара.

## Життєпис
Син Джаявармана I. Спадкував трон 1160 року. Але невдовзі зіткнувсяз повстанням військовика Балали, який захопив столицю Дхар. Віндхіяварман переніс резиденцію до Бходжпала. Деякий час був васалом Мулараджи II Чаулук'ї, правителя Гуджара. Лише 1175 року зумів відновити незалежність та здолати Балалу.
Здобув перемогу над Західними Чалук'ями, які захопили володіння Парамара за часів правління його попередників. Але згодом зазнав поразки від останніх, Чандела, Хойсалів і Сеуна. Втім ймовріно ці поразки були не суттєвими, оскільки до 1192 року відновив владу Парамара над усією Малавою Помер 1193 року. Йому спадкував син Субхатаварман.